# NGC 4521
NGC 4521 је лентикуларна галаксија у сазвежђу Змај која се налази на NGC листи објеката дубоког неба.
Деклинација објекта је + 63° 56' 22" а ректасцензија 12h 32m 47,6s. Привидна величина (магнитуда) објекта NGC 4521 износи 12,2 а фотографска магнитуда 13,1. NGC 4521 је још познат и под ознакама NGC 4512, UGC 7706, MCG 11-15-61, CGCG 315-46, KCPG 345B, PGC 41621.